# In My Mind
Pour l’article homonyme, voir In My Mind (chanson).
Albums de Pharrell Williams
Girl
(2014)
Singles
1. "Can I Have It Like That"
Sortie : 31 octobre 2005
2. "Angel"
Sortie : 21 janvier 2006
3. "Number One"
Sortie : 21 août 2006
4. "That Girl"
Sortie : 30 octobre 2006

In My Mind est le premier album studio du chanteur-producteur américain de Pharrell Williams sorti en 2006.
Il est nommé dans la catégorie « meilleur album rap » aux Grammy Awards 2007, mais perd face à Release Therapy de Ludacris.

## Singles
Le premier single "Can I Have It Like That", en duo avec Gwen Stefani, sort le 31 octobre 2005. Hormis une notable 3e au UK Singles Chart, ce n'est pas un succès mondial.
"Angel" sort le 21 janvier 2006. Il se classe notamment 3e dans la région flamande et 9e au Danemark.
"Number One", featuring Kanye West, sort en 21 août 2006. Il se hisse à la 8e position du Ultratop 50 en Flandre en Belgique et 10e au UK Urban Singles Chart.
Le 4e et dernier "That Girl" est commercialisé le 30 octobre 2006.

## Liste des titres
Toutes les chansons sont écrites et composées par Pharrell Williams.
| No  | Titre                                             | Auteur                                 | Durée |
| --- | ------------------------------------------------- | -------------------------------------- | ----- |
| 1.  | Can I Have It Like That (featuring Gwen Stefani)  | Pharrell Williams                      | 3:55  |
| 2.  | How Does It Feel?                                 | Pharrell Williams                      | 3:35  |
| 3.  | Raspy Shit                                        | Pharrell Williams                      | 3:34  |
| 4.  | Best Friend                                       | Pharrell Williams                      | 4:40  |
| 5.  | You Can Do It Too (featuring Jamie Cullum)        | Pharrell Williams                      | 5:22  |
| 6.  | Keep It Playa (featuring Slim Thug)               | Pharrell Williams, Stayve Thomas       | 4:18  |
| 7.  | That Girl (featuring Snoop Dogg & Charlie Wilson) | Pharrell Williams, Calvin Broadus, Jr. | 4:01  |
| 8.  | Angel                                             | Pharrell Williams                      | 2:44  |
| 9.  | Young Girl / I Really Like You (featuring Jay-Z)  | Pharrell Williams, Shawn Carter        | 8:13  |
| 10. | Take It Off (Dim the Lights)                      | Pharrell Williams                      | 4:07  |
| 11. | Stay with Me (featuring Pusha T)                  | Pharrell Williams, Terrence Thornton   | 4:06  |
| 12. | Baby (featuring Nelly)                            | Pharrell Williams, Cornell Haynes, Jr. | 4:06  |
| 13. | Our Father                                        | Pharrell Williams                      | 3:27  |
| 14. | Number One (featuring Kanye West)                 | Pharrell Williams, Kanye West          | 3:56  |
| 15. | Show You How to Hustle (featuring Lauren)         | Pharrell Williams                      | 4:13  |
| 16. | Swagger International (titre bonus Japon)         | Pharrell Williams                      | 4:14  |

## Classement hebdomadaire
| Classement (2006)                  | Meilleure position |
| ---------------------------------- | ------------------ |
| Allemagne (Media Control AG)       | 14                 |
| Canada (Canadian Albums)           | 8                  |
| États-Unis (Billboard 200)         | 3                  |
| Finlande (Suomen virallinen lista) | 27                 |
| France (SNEP)                      | 29                 |
| Japon (Oricon)                     | 8                  |
| Royaume-Uni (UK Albums Chart)      | 7                  |
| Royaume-Uni (R&B Albums)           | 1                  |

## Certifications
| Pays              | Certification | Unités certifiées |
| ----------------- | ------------- | ----------------- |
| Royaume-Uni (BPI) | Argent        | 60 000            |